# International Viewpoint
«International Viewpoint» («Международная точка зрения») — англоязычный еженедельный журнал Воссоединённого Четвертого интернационала. Занимается публикацией теоретических и публицистических материалов, документов Четвертого интернационала, переводами на английский язык статей, написанных левыми авторами в разных странах.

## Краткое описание
Интернационалом издаются также версии на французском («Inprecor») и немецком («Inprekorr») языках. Существует две испаноязычные версии: журнал «Inprecor América Latina», который издает бразильская секция «Социалистическая демократия» (фракция в Партии трудящихся), и журнал «Punto de Vista Internacional», который издает фракция, работающая в Партии социализма и свободы (Бразилия). В начале 1990-х годов выходила русскоязычная версия журнала под названием «Интервзгляд».
Корреспондентская сеть журнала «International Viewpoint» охватывает более 50 стран мира. Редактором «International Viewpoint» является Пенни Дагган. В редакционный совет входят лидеры Международной социалистической группы, британской секции Четвертого интернационала, Терри Конвэй, Фил Хирш и Грэг Такер. ISSN журнала — 0294-2925. В 2005 году была запущена онлайн версия журнала, которую ежегодно посещает свыше 250 тыс. человек.

## История журнала
На объединительном конгрессе Четвертого интернационала 1963 года было принято решение о запуске еженедельного новостного и аналитического международного журнала, имеющего англо- и франкоязычную версии, — «World Outlook» и «Perspective mondiale» (Мировое обозрение). Редакция журнала располагалась в Париже, а вскоре переехала в Нью-Йорк. В его редакционный совет вошли Джозеф Хансен, Пьер Франк и Реба Хансен. Издание двуязычного журнала прекратилось в 1968 году. В том же году в Нью-Йорке Социалистическая рабочая партия начала издавать англоязычный журнал «Intercontinental Press».
Между 1973 и 1978 годами проходили фракционные разногласия между большинством интернационала во главе с Эрнестом Манделем, Пьером Франком и Ливио Майтаном и руководством американской Социалистической рабочей партии. В связи с этим, точка зрения, высказывавшаяся на страницах «Intercontinental Press» часто не совпадала с точкой зрения международного руководства. В начале 1970-х годов Объединённый секретариат начал выпуск журнала на четырёх языках: французском («Inprecor»), немецком («Inprekorr»), английском («Inprecor») и испанском («Inprecor»). Англоязычный «Inprecor» начал выходить в Брюсселе в 1974 году. После прекращения дискуссии в интернационале в 1978 году произошло объединение англоязычных журналов «Inprecor» и «Intercontinental Press». Новый журнал стал называться «Intercontinental Press/Inprecor».
В начале 1980-х годов вновь вспыхнули разногласия между Объединённым секретариатом интернационала и руководством СРП. Тогда это привело к разрыву отношений между партией и интернационалом. Вместо «Intercontinental Press/Inprecor» (продолжал издаваться СРП до 1986 года) в 1982 году был учрежден теоретический журнал «International Marxist Review», а 1983 году — новостной «International Viewpoint». Изданием журналов стала заниматься британская секция Четвертого интернационала. В 1995 году «International Marxist Review» был объединен с «International Viewpoint».